# União Nogueirense Futebol Clube
La União Nogueirense Futebol Clube és un club esportiu portuguès de Nogueira, Maia.
Fundat el 1933, juga a l'estadi "Municipal de Nogueira da Maia". L'equip masculí de futbol juga a l'Elite Série 1 AF Porto. A principis dels anys 2000 era un equip ascensor entre aquest nivell i la Terceira Divisão, a la qual va disputar les temporades 2001-02, 2003-04 i 2007-08, però va descendir cada vegada.  L'equip també va competir a la Taça de Portugal.